# Seiyō Ogawa
Pour les articles homonymes, voir Ogawa.
Seiyō Ogawa (小川 晴暘, Ogawa　Seiyō) (7 mars 1894-18 mars 1960) est un photographe japonais, imprimeur et éditeur, pionnier de la photographie des sculptures bouddhistes et des biens culturels de l'ère Taishō et de l'ère Shōwa. Le nom Seiyō est un pseudonyme à lui donné par son maître Maruki Riyō; son véritable nom est Seiji (晴二).

## Biographie
Seiyō Ogawa naît au Japon, à Himeji, dans la préfecture de Hyōgo, en 1894 dans une famille de la classe des samouraï. Il perd son père dans son enfance et est élevé par sa mère. Après avoir quitté l'école primaire de Himeji, il s'installe dans la maison du cousin de sa mère, Hino Yūzō, qui gère un studio photographique dans la station thermale de Arima (Kobe). Il commence à aider Hino dans son travail et y apprend les rudiments de la photographie mais il souhaite devenir peintre. En 1910, il s'installe à Tokyo afin d'acquérir la technique de la peinture à l'huile. En 1911, il est embauché au studio de photo de Maruki Riyō. Célébré à cette époque comme le plus connu photographe patronné par la Maison Impériale, ce dernier est le photographe officiel de l'empereur Meiji. Ogawa étudie la photographie auprès de Maruki pendant trois ans et reçoit le nom « Seiyō » après « Riyō » quand il démissionne du studio de Maruki après avoir été
conscrit.
Après avoir quitté l'armée, il commence à participer à l'exposition Bun-ten (文展) organisée par le Ministère de l'Éducation et de la Culture. En 1918, sa photo Yukidoke no koro (雪解の頃) est acceptée pour la septième exposition Bun-ten. Il est également engagé par l'Asahi Newspaper Company comme photographe. Il travaille au siège social à Osaka et déménage dans la préfecture de Nara, où il suit des cours de photographie de sculptures bouddhistes et autres biens culturels.
En 1922, Ogawa quitte Asahi et ouvre à Nara un studio appelé Asuka-en (飛鳥園), sur les conseils d'Aizu Yaichi, renommé historien d'art qui enseigne à l'université Waseda à Tokyo. Il photographie des sculptures bouddhistes dans les anciens temples de Nara et Kyoto, ainsi que des ruines dans des pays étrangers tels que les grottes de Yungang en Chine, Angkor Wat au Cambodge ainsi que Borobudur et Candi Prambananin au centre de Java. Par ailleurs, il crée et dirige une société d'édition appelée Bukkyō Bijutsu sha (仏教美術社) qui publie son ouvrage Murō-ji Taikan et aussi un certain nombre de revues. Ces publications sont principalement consacrées à l'histoire et histoire de l'art et sont issues de ses nombreuses relations avec d'autres historiens.
Ses photographies de sculptures bouddhistes sont réputées pour leur significative puissance d'expression par rapport aux photographes antérieures. Une des techniques qui lui est propre consiste à photographier les sculptures contre un fond noir, ce qui leur permet de se détacher de l'obscurité.

## Albums
- Jō-dai no Chōkoku (上代の彫刻), Asahi Shimbun-sha, Tokyo, 1942, avec Ueno Naoaki
- Daido Unko no Seki-Butsu, Ars-sha, Tokyo, 1942
- Unkō no Sekkutsu, Shinchōsha, Tokyo, 1978